# Sensualité (film, 1952)
Pour les articles homonymes, voir Sensualité (homonymie).
Pour plus de détails, voir Fiche technique et Distribution.
Sensualité (Sensualità) est un film italien réalisé par Clemente Fracassi, sorti en 1952.

## Fiche technique
- Titre original : Sensualità
- Titre français : Sensualité
- Réalisation : Clemente Fracassi
- Scénario : Clemente Fracassi, Ennio De Concini et Alberto Moravia
- Photographie : Aldo Tonti
- Montage : Mario Bonotti (en)
- Musique : Enzo Masetti
- Pays d'origine : Italie
- Format : Noir et blanc - 1,37:1 - Mono
- Genre : mélodrame
- Durée : 93 minutes
- Date de sortie : 28 juin 1952
- Affiche : Boris Grinsson (France)

## Distribution
- Marcello Mastroianni : Carlo Sartori
- Eleonora Rossi Drago : Franca Gabrie
- Amedeo Nazzari : Riccardo Sartori
- Francesca Liddi : Nidia
- Corrado Nardi (it) : Bosci
- Maria Zanoli : Cameriera